# Donovan Solano
Donovan Solano (Barranquilla, 17 de diciembre de 1987) es un beisbolista colombiano que juega como infielder en las Grandes Ligas de Béisbol. Actualmente juega en la plantilla principal de los Minnesota Twins en la división Central de la Liga Americana de Major League Baseball.
Su hermano, Jhonatan Solano, jugó en la organización de los Nacionales de Washington, donde hizo su debut en 2012.

## Carrera en la MLB

### Cardenales de San Luis (ligas menores)

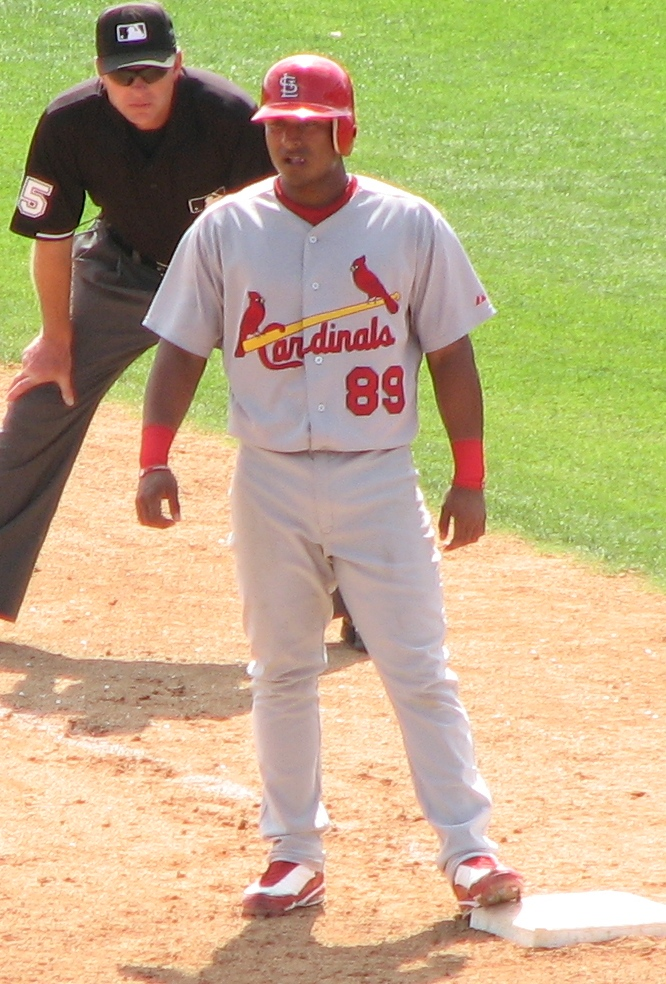
Donovan en Ligas Menores con los Cardenales de San Luis.

El 14 de enero de 2005 firmó como agente libre internacional con los Cardenales de San Luis a sus 17 años de edad. Disputó siete temporadas en la organización de los Cardenales como infielder suplente en las ligas menores entre 2005 y 2011 acumulando un total de 699 juegos, 288 carreras, 627 hits y 10 jonrones.

### Marlins de Miami
El 2 de noviembre de 2011 luego de ser concedido como agente libre firmó con los Marlins de Miami el 22 de noviembre por el puesto de infielder de reserva en el spring training, pero el puesto le fue concedido a Donnie Murphy y Solano fue asignado a los New Orleans Zephyrs de la Pacific Coast League acumulando 36 juegos, 14 carreras y 37 hits. Recibió su primera promoción a la Ligas Mayores con los Marlins el 21 de mayo de 2012, convirtiéndose en el decimosegundo jugador colombiano en alcanzar las Ligas Mayores. El 23 de mayo de 2012 dio su primer hit en el primer turno al bate de su carrera. Entre 2012 y 2015 jugó 4 temporadas en grandes ligas con 361 juegos, 94 carreras, 269 hits, 8 jonrones, y un porcentaje de bateo de .257; en ligas menores jugó 4 temporadas con 106 juegos, 34 carreras, 112 hits, 8 jonrones y un porcentaje de bateo de .285 (AVG).

### Yankees de Nueva York
El 17 de octubre de 2015 fue dejado como agente libre, firmando el 24 de diciembre con la organización de los Yankees de Nueva York. En 2016 fue asignado al Scranton/Wilkes-Barre RailRiders de la International League (Triple-A) y actuó en Tigres del Licey en la Liga Dominicana de Béisbol Invernal, donde disputó 147 juegos con 71 carreras, 175 hits, 7 jonrones y AVG de .313.
Fue subido al equipo de las Ligas Mayores en septiembre de 2016 disputando 9 juegos, anotando 5 carreras, 5 hits, y 1 jonrón para un porcentaje de bateo de .227. El 10 de octubre fue concedido como agente libre pero volvería a firmar el 7 de diciembre con los Yankees, siendo asignado en las Ligas Menores al Scranton/Wilkes-Barre RailRiders de la International League (Triple-A) quedando nuevamente el 6 de noviembre de 2017 como agente libre.

### Dodgers de Los Angeles (ligas menores)
El 18 de enero de 2018 firma como agente libre con Los Angeles Dodgers disputando los entrenamiento primaverales pero es enviado a ligas menores, en Triple A con Oklahoma City Dodgers tiene promedio de .318 en 81 juegos.

### Gigantes de San Francisco
El 18 de diciembre de 2018 firma un contrato para jugar en el equipo de Sacramento River Cats perteneciente a las ligas menores y asociado a los Gigantes de San Francisco de las Ligas Mayores. En 2019 fue ascendido a la plantilla del equipo principal y en diciembre firmó un contrato por un año.
Con el equipo de la bahía en el 2019 actuó en 81 juegos con promedio al bate de .330 siendo la gran revelación del equipo tras prácticamente tres años de ausencia en Las Mayores.
Por la pandemia del COVID-19 la temporada 2020 fue recortada a 60 juegos, Donovan se consolida como una de las piezas fundamentales a la ofensiva del equipo, en 54 juegos tuvo promedio al bate de .326.

### Rojos de Cincinnati

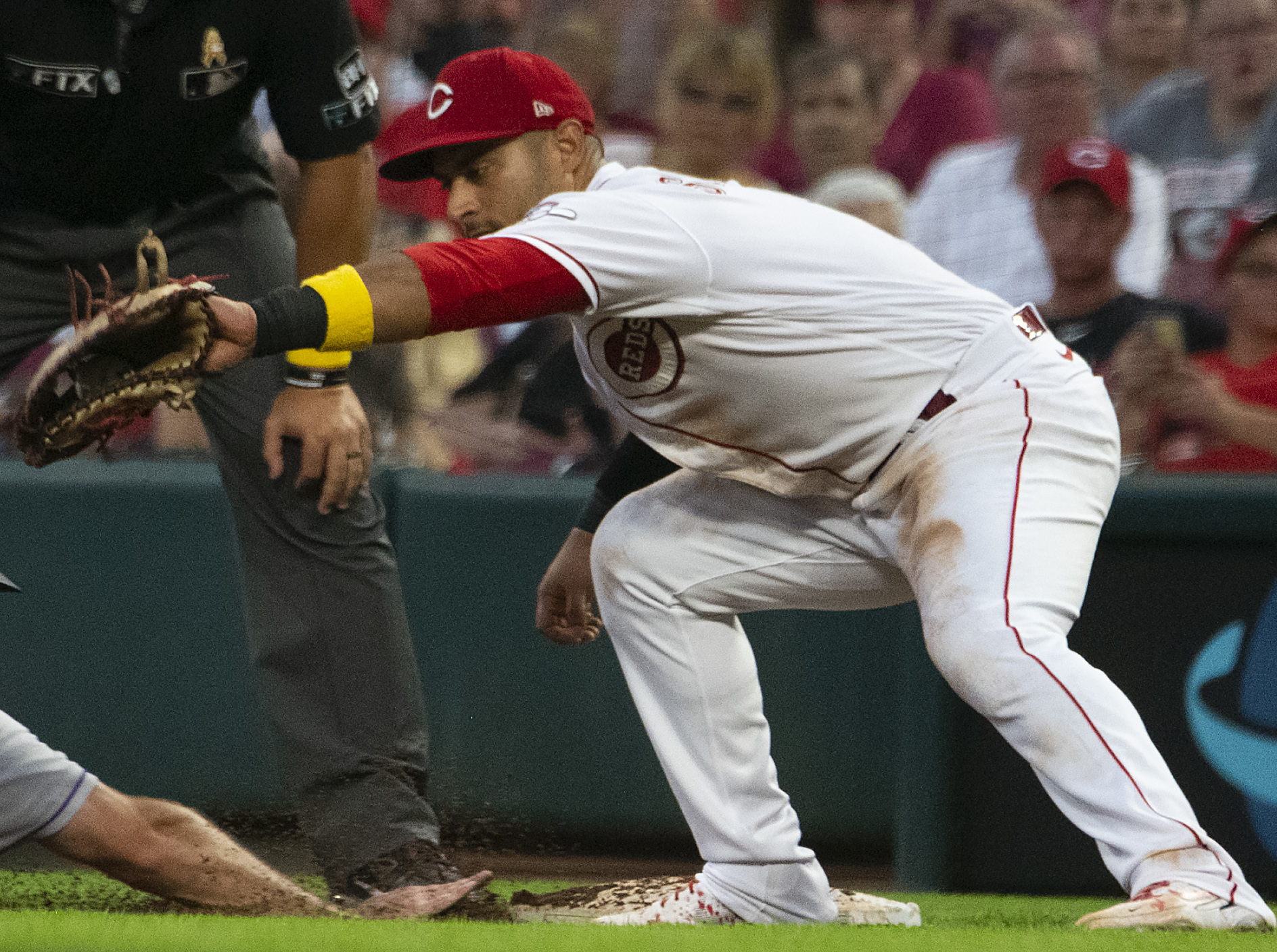
Donovan con Cincinnati.

El 16 de marzo de 2002 Donovan llega a un acuerdo con Cincinnati por un año por US$4.5 millones de dólares.

### Mellizos de Minnesota
Donovan pacta por un año con Minnesota que incluyen bonos por desempeño.Con Minnesota por primera vez conectó más de 100 hits en una temporada.

### Padres de San Diego
Padres firman a Donovan a un contrato de liga menor. Después de una buena temporada Solano se declara agente libre.

### Marineros de Seattle
Solano firma contrato por US$3.5 millones por una temporada con los Marineros.

## Premios

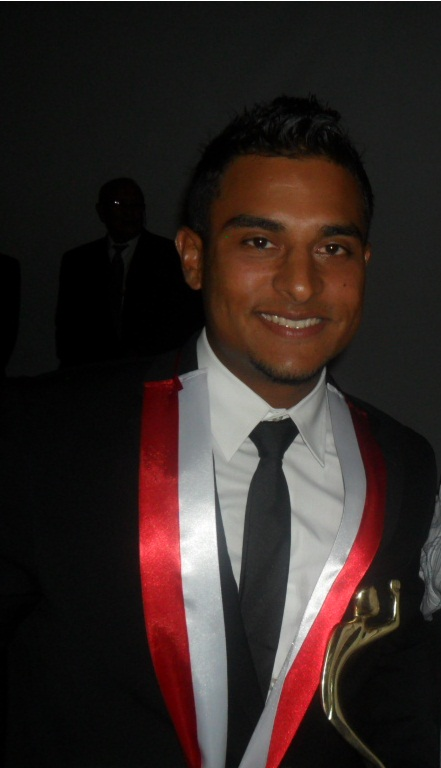
Dónovan Solano, deportista del año 2012 en el departamento del Atlántico.

- Premio Deportista del Año - Atlántico (2012)[12]

- Bate de Plata (Segunda Base) - Liga Nacional - 2020[13]
- Premio Deportista del Año - Atlántico (2020)[14]

## Números usados en las Grandes Ligas
- 17 Miami Marlins (2012-2015)
- 57 New York Yankees (2016)
- 7 San Francisco Giants (2019-2021)
- 7 Cincinnati Reds (2022)
- 39 Minnesota Twins (2023)
- 39 San Diego Padres (2024)

## Estadísticas de bateo en Grandes Ligas
Estas son las estadísticas del jugador en siete años donde ha jugado en ambas ligas con tres equipos diferentes.
| Año   | Equipo               | Liga | Juegos | VB   | C   | Hits | HR | CI  | BA   |
| ----- | -------------------- | ---- | ------ | ---- | --- | ---- | -- | --- | ---- |
| 2012  | Miami Marlins        | NL   | 93     | 285  | 29  | 84   | 2  | 28  | .295 |
| 2013  | Miami Marlins        | NL   | 102    | 361  | 33  | 90   | 3  | 34  | .249 |
| 2014  | Miami Marlins        | NL   | 111    | 310  | 26  | 78   | 3  | 28  | .252 |
| 2015  | Miami Marlins        | NL   | 55     | 90   | 6   | 17   | 0  | 7   | .189 |
| 2016  | New York Yankees     | AL   | 9      | 22   | 5   | 5    | 1  | 2   | .227 |
| 2019  | San Francisco Giants | NL   | 81     | 215  | 27  | 71   | 4  | 23  | .330 |
| 2020  | San Francisco Giants | NL   | 54     | 190  | 22  | 62   | 3  | 29  | .326 |
| 2021  | San Francisco Giants | NL   | 101    | 307  | 35  | 86   | 7  | 31  | .280 |
| 2022  | Cincinnati Reds      | NL   | 80     | 278  | 22  | 79   | 4  | 24  | .284 |
| 2023  | Minnesota Twins      | AL   | 134    | 394  | 43  | 111  | 5  | 38  | .282 |
| 2024  | San Diego Padres     | NL   | 96     | 283  | 31  | 81   | 8  | 35  | .286 |
| TOTAL |                      |      | 916    | 2735 | 279 | 764  | 40 | 279 | .279 |

## Ligas Invernales
Equipos en los que actuó por las diferentes Ligas Invernales.
| Equipo                   | Liga                                                   | País                               | Temporada |
| ------------------------ | ------------------------------------------------------ | ---------------------------------- | --------- |
| Caimanes de Barranquilla | Liga Profesional de Béisbol Colombiano                 | Bandera de Colombia                | 2006-07   |
| Caimanes de Barranquilla | Liga Profesional de Béisbol Colombiano                 | Bandera de Colombia                | 2007-08   |
| Caimanes de Barranquilla | Liga Profesional de Béisbol Colombiano                 | Bandera de Colombia                | 2008-09   |
| Caimanes de Barranquilla | Liga Profesional de Béisbol Colombiano                 | Bandera de Colombia                | 2009-10   |
| Caimanes de Barranquilla | Liga Profesional de Béisbol Colombiano                 | Bandera de Colombia                | 2011-12   |
| Caimanes de Barranquilla | Liga Profesional de Béisbol Colombiano                 | Bandera de Colombia                | 2012-13   |
| Caimanes de Barranquilla | Liga Profesional de Béisbol Colombiano                 | Bandera de Colombia                | 2013-14   |
| Águilas Cibaeñas         | Liga de Béisbol Profesional de la República Dominicana | Bandera de la República Dominicana | 2015-16   |
| Tigres del Licey         | Liga de Béisbol Profesional de la República Dominicana | Bandera de la República Dominicana | 2016-17   |
| Tigres del Licey         | Liga de Béisbol Profesional de la República Dominicana | Bandera de la República Dominicana | 2017-18   |
| Tigres del Licey         | Liga de Béisbol Profesional de la República Dominicana | Bandera de la República Dominicana | 2018-19   |
| Tigres del Licey         | Liga de Béisbol Profesional de la República Dominicana | Bandera de la República Dominicana | 2019-20   |
| Caimanes de Barranquilla | Liga Profesional de Béisbol Colombiano                 | Bandera de Colombia                | 2020-21   |

## Liga Colombiana de Béisbol Profesional
Jugando en la liga de su país natal ha obtenido los siguientes reconocimientos:
- Campeón: (4) 
  - 2007-08 (Caimanes)
  - 2008-09 (Caimanes)
  - 2009-10 (Caimanes)
  - 2012-13 (Caimanes)

- Jugador más valioso:
  - temporada 2011-12[16]

- Líder de cuadrangulares:
  - temporada 2011-12 (8 jonrones)

- Líder en Hits:
  - temporada 2008-09 (67 Hits)
  - temporada 2011-12 (57 Hits)

- Líder en carreras anotadas:
  - temporada 2008-09 (44 CA)

### Estadísticas de bateo en Colombia
| Año     | Equipo                   | VB  | C   | Hits | HR | CI  | BA   |
| ------- | ------------------------ | --- | --- | ---- | -- | --- | ---- |
| 2006-07 | Caimanes de Barranquilla | 131 | 20  | 35   | 0  | 11  | .267 |
| 2007-08 | Caimanes de Barranquilla | 180 | 30  | 59   | 0  | 26  | .327 |
| 2008-09 | Caimanes de Barranquilla | 190 | 44  | 67   | 3  | 29  | .352 |
| 2009-10 | Caimanes de Barranquilla | 172 | 32  | 55   | 5  | 26  | .319 |
| 2011-12 | Caimanes de Barranquilla | 157 | 32  | 57   | 8  | 35  | .363 |
| 2012-13 | Caimanes de Barranquilla | 69  | 16  | 17   | 2  | 11  | .246 |
| 2013-14 | Caimanes de Barranquilla | 86  | 16  | 33   | 2  | 10  | .383 |
| Total   |                          | 985 | 190 | 323  | 20 | 148 | .328 |